# Ramaria subgelatinosa
Ramaria subgelatinosa är en svampart som beskrevs av Corner 1950. Ramaria subgelatinosa ingår i släktet Ramaria och familjen Gomphaceae.   Inga underarter finns listade i Catalogue of Life.